# Cairo (Illinois)
Cairo es una ciudad ubicada en el extremo sur de Illinois, en el condado de Alexander. Se encuentra en el lugar donde confluyen los ríos Ohio y Misisipi. En el Censo de 2010 tenía una población de 2831 habitantes y una densidad poblacional de 120,12 personas por km².

## Historia
Cairo, Illinois (Estados Unidos), fue establecida en 1836 en el corazón del «Pequeño Egipto». donde confluyen los ríos Misisipi y Ohio. 
En 1855, Cairo se convirtió en un importante punto del ferrocarril central de Illinois y la ciudad floreció a través del comercio con Chicago el cual estimuló el desarrollo. Gracias a eso en 1860, la población superaba los 2.000 habitantes.
Durante la Guerra Civil, Cairo se convirtió en una base de suministros importante y centro de entrenamiento para el ejército de la Unión, gran parte del comercio de la ciudad se desvió a Chicago pero debido a la ubicación estratégica de Cairo, la ciudad tuvo un resurgir después de la Guerra. Convertida en un centro bancario y portuario para barcos de vapor, designada por ley del Congreso en 1854 como «puerto de entrega.  Cairo se convirtió en un centro de transporte ferroviario en la región. Comerciantes adinerados se sintieron atraídos por Cairo, construyendo mansiones durante el siglo XIX y principios del XX.
En la década de 1920 se produjo el pico de la población de Cairo, superando los 15.000 Habitantes. Debido a que el ferrocarril podía cruzar el río después de que se construyesen nuevos puentes, el tráfico de transbordadores comenzó a disminuir.
Con la dramática reducción del tráfico fluvial y ferroviario, las industrias navieras, ferroviarias y de transbordadores de Cairo abandonaron la ciudad. Las perspectivas de empleo desaparecieron. 
La tensión racial aumentó a finales de la década de 1960, el país estaba en medio de una lucha por los derechos civiles. La violencia racial, las protestas y los disturbios entre la policía y la comunidad negra de Cairo llevaron al declive de la ciudad. 
En 1978, con la apertura de un nuevo puente (Interstate 57) sobre el río Misisipi, la ciudad de Cairo quedó paralizada.
En 2010, Cairo tenía 2.831 habitantes casi la misma población de 1860.

## Geografía

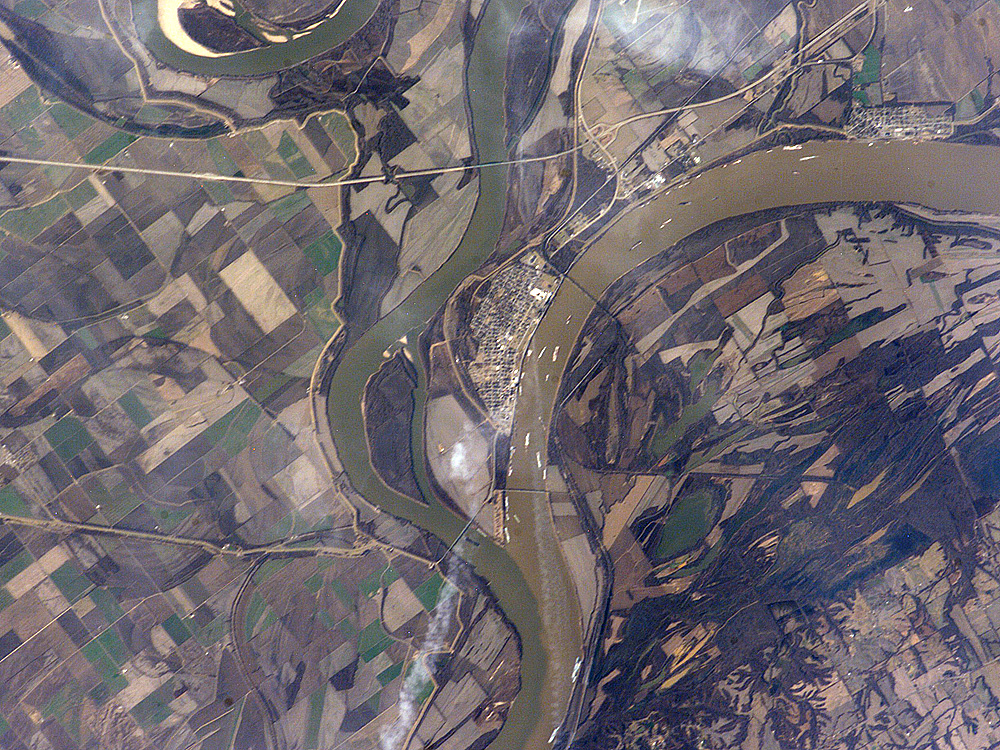
Confluencia de los ríos Ohio (a la derecha, de color marrón) y Misisipi (a la izquierda, color verde oscuro); la ciudad que se observa entre ambos es Cairo

Cairo se encuentra ubicada en las coordenadas 37°0′36″N 89°10′48″O / 37.01000, -89.18000. Según la Oficina del Censo de los Estados Unidos, Cairo tiene una superficie total de 23,57 km², de la cual 23.57 km² corresponden a tierra firme y (0%) 0 km² es agua.

## Demografía
Según el censo de 2010, había 2831 personas residiendo en Cairo. La densidad de población era de 120,12 hab./km². De los 2831 habitantes, Cairo estaba compuesto por el 69.62% eran afroamericanos, el 27.55% blancos, el 0.42% eran asiáticos, el 0.21% eran amerindios, el 0.18% eran de otras razas, el 0.04% eran isleños del Pacífico y el 1.98% pertenecían a dos o más razas. Del total de la población el 0.39% eran hispanos o latinos de cualquier raza.